# Met Onze Jongens aan den IJzer
Met Onze Jongens aan den IJzer is een lange, propagandistische documentaire die Clemens De Landtsheer draaide voor het IJzerbedevaartcomité.

## Inhoud
De film vertelt het verhaal van de Eerste Wereldoorlog, maar biedt geen neutrale terugblik. De Landtsheer en het IJzerbedevaartcomité wilden via de film immers hun visie verhalen op die Eerste Wereldoorlog, en op de betekenis daarvan voor Vlaanderen en de Vlaamse Beweging. De film werd zo een lofzang aan de Frontbeweging en riep uiteindelijk op om de erfenis van die beweging te vrijwaren, door jaarlijks de IJzerbedevaart bij te wonen.
Een eerste versie van de film werd vertoond in november 1928. De Landtsheer bewerkte de film nadien herhaaldelijk, door er nieuwe beelden of tekstfragmenten aan toe te voegen. Omstreeks 1933 ontstond een definitieve versie. De stille film bevat pancartes met tekst en uitleg; hij werd tijdens vertoningen begeleid met muziek. In 1928-1940 werd de film in heel Vlaanderen vertoond. De daaruit verkregen inkomsten hielpen de bouw van de IJzertoren te financieren.

## Heruitgave (2008)
Met Onze Jongens aan den IJzer werd op 11 november 2008, naar aanleiding van de 90e verjaardag van het einde van de Eerste Wereldoorlog, heruitgebracht op DVD. De film werd op 13 november 2008 ook uitgezonden op het digitale kanaal van de openbare omroep Canvas+. Voor die televisie-uitzending werd gebruikgemaakt van het commentaarspoor van de DVD, in 2008 geschreven door Roel Vande Winkel, Daniel Biltereyst en Leen Engelen, en ingesproken door Harry Wils. Dat commentaarspoor biedt een kritisch notenapparaat bij de film: het verklaart de context of achtergrond van bepaalde beelden, gebeurtenissen en symbolen. De commentaartekst benadert De Landtsheer en het bedevaartcomité kritisch. De DVD, die apart op de markt werd gebracht, kwam immers tot stand in het kader van een groter project ("Een idee verkopen en een mythe creëren...Clemens De Landtsheer, pionier van de Vlaams-nationale propagandafilm"), waarin De Landtsheers filmactiviteiten (voor het comité en voor zijn bedrijf Flandria Film) eveneens kritisch werden benaderd. Het project bestond tevens uit de organisatie van een tentoonstelling over De Landtsheer (in Temse) en uit de publicatie van het boek Filmen voor Vlaanderen.
De DVD versie van de film bevat tevens een documentaire over De Landtsheer (Clemens De Landtsheer, propagandist) en drie kortfilms die De Landtsheer voor het comité of voor Flandria Film draaide. Men kan Met Onze Jongens aan den IJzer ook bekijken zonder commentaarstem, maar met muziek: dat klankspoor is gebaseerd op muziekplaten waarmee De Landtsheer de film oorspronkelijk begeleidde.